# روزاريو بيوندو
روزاريو بيوندو (بالإيطالية: Rosario Biondo)‏ لاعب كرة قدم إيطالي في مركز الدفاع (ولد يوم  26 أغسطس من العام 1966 في صقلية) لعب لأندية باليرمو وليتشي وبولونيا.